# 집단적인 폭행 등 집회의 금지 사건
집단적인 폭행 등 집회의 금지 사건(2010.4.29. 2008헌바118 [합헌])은 집회결사의 자유에 대한 대한민국 헌법재판소 판례이다.

## 사실관계
청구인은 미군기지 평택 이전반대시위를 하면서 차량과 농기계 등으로 진입로를 막고, 죽봉과 쇠파이프를 휘두르는 등 집단적인 폭행, 협박, 손괴 등으로 공공의 안녕질서에 직접적인 위협을 가할 것이 명백한 집회에 참석하였다는 등의 이유로 기소되어 유죄의 선고를 받았는데 이에 불복하고 구 '집회 및 시위에 관한 법률'에 대해 헌법소원심판을 청구하였다.

## 결론
합헌

## 이유

### 명확성의 원칙

#### 구 집시법 제5조 제1항 제2호
'공공의 안녕질서에 직접적인 위협을 가할 것이 명백한 집회 또는 시위'란 법과 제도, 개인의 생명, 자유, 재산 등 기본권 및 국가와 사회의 존속을 위해 필수적인 것으로 인정되는 가치와 규준 등에 대해 사회통념상 수인할 수 있는 혼란이나 불편을 넘는 위험을 직접 초래할 것이 명백한 집회 또는 시위를 말하고 단순히 대규모 인원이 참석하고 교통 혼잡이 유발되며 소음이 발생할 가능성이 있다거나, 참가자가 개별적으로 폭력을 행사할 가능성이 있다는 이유만으로, 위 조항에 의해 집회 또는 시위의 주최를 금지할 수 없음은 분명하다. 따라서 명확성의 원칙을 위반하지 않는다.

#### 구 집시법 제19조 제4항
'그 정을 안다'는 것은, 행위자가 참가할 당시 그 집회 또는 시위가 제5조 제1항 제2호에 위반하여 주최된 것이라는 점을 인식한다는 것으로, 참가자가 이를 어떻게 알았는지, 사전에 알았는지, 또는 그 현장에서 알게 되었는지는 문제되지 않는다. 따라서 명확성의 원칙을 위반하지 않는다.

### 집회의 자유
구 집시법 제8조 제1항 제1호는 구 집시법 제5조 제1항의 실효성을 담보하기 위한 집행조치의 일환일 뿐, 구 집시법 제5조 제1항의 내용에 영향을 미치거나, 미치기 위한 규정이 아니고, 규정 자체가 불명확하여 행정청이 자의적으로 해석할 수 있는 규정이 아니다. 결국 구 집시법 제5조 제2호는 입법자 스스로에 의한, 일정한 집회 또는 시위에 대한 금지조항이로서, 집회 또는 시위의 방법에 따른 위험성에 근거한 내용중립적인 규제로 헌법 제21조 제2항에 의해 금지된 사전허가제가 아니다.

### 과잉금지원칙
생명, 신체, 재산의 안전 등 기본권을 보호하기 위한 것이고 집회 또는 시위의 주최를 절대적으로 금지하는 것은 목적달성에 필요한 정도를 넘은 과도한 제한이 아니다. 신체의 재산의 안전 등이 중대하게 침해되거나 위협받는 것을 막기 위한 것이기 때문이다.

## 참고 문헌
- 2010.4.29. 2008헌바118

## 유사 헌법재판소 사건
- 야간 집회 금지 사건
- 국내주재 외교기관 1백미터 이내에서의 옥외집회금지 사건

## 같이 보기
- 집회의 자유